# Sheran Yeini
Sheran Yeini (en hébreu : שרן ייני), né le 8 décembre 1986 à Tel-Aviv en Israël, est un footballeur international israélien qui évolue au poste d'Défenseur central. Il jouait pour le club du Maccabi Tel-Aviv.

## Biographie

### Carrière en club
Sheran Yeini fait ses débuts professionnels au Maccabi Tel-Aviv, durant la saison 2004-05, il dispute sa première match rencontre en Ligat HaAl contre l'Hapoël Beer-Sheva sous la direction de Nir Klinger. Lors de la saison 2006-07, il dispute 13 matchs, en raison de nombreuses blessures d'Avi Nimni. 
Il marque son premier but durant la saison 2008-09 à la 92e minute contre le Bnei Yehoudah. Durant la saison, il a gagné avec le Maccabi Tel-Aviv son premier trophée, la Coupe Toto. À la fin de la saison, il inscrit trois buts en 23 matchs joué en championnat.
Au cours de la saison 2012-13, il est nommé capitaine du Maccabi Tel-Aviv, et est devenu l'un des acteurs importants de l'équipe. À la fin de la saison, il a remporté son premier championnat. Le 26 juin 2013, il prolonge son contrat avec le Maccabi jusqu'en 2017.
Le 9 avril 2015, il signe un contrat de 4 ans avec le Vitesse Arnhem évoluant en Eredivisie. Le 13 septembre 2015, il fait ses débuts en Eredivisie contre le FC Utrecht. Puis, le 22 novembre 2015, il inscrit son premier but en Eredivisie contre l'ADO La Haye. Le 27 janvier 2017, il rentre au pays en s'engageant avec le Maccabi Tel-Aviv, et signe un contrat de trois ans et demi.

### Carrière internationale
Le 22 mars 2013, il honore sa première sélection contre le Portugal lors d'un match des éliminatoires de la Coupe du monde 2014. La rencontre se solde par un match nul de 3-3, et il est élu meilleur joueur.
Sélectionné à 18 reprises en équipe nationale depuis 2013. En 2015, il porte une fois le brassard de capitaine.

## Palmarès
- Avec le  Maccabi Tel-Aviv
  - Champion d'Israël en 2013, 2014 et 2015
  - Vainqueur de la Coupe d'Israël en 2005 et 2015
  - Vainqueur de la Coupe de la Ligue israélienne en 2009, 2015 et 2018

## Statistiques
| Saison                | Club                  | Championnat           | Championnat | Championnat | Coupe nationale | Coupe nationale | Coupe de la Ligue | Coupe de la Ligue | Compétition(s) continentale(s) | Compétition(s) continentale(s) | Compétition(s) continentale(s) | Israël | Israël | Total | Total |
| Saison                | Club                  | Division              | M.          | B.          | M.              | B.              | M.                | B.                | Comp.                          | M.                             | B.                             | M.     | B.     | M.    | B.    |
| 2004-2005             | Maccabi Tel-Aviv      | Ligat HaAl            | 1           | 0           | -               | -               | -                 | -                 | -                              | -                              | -                              | -      | -      | 1     | 0     |
| 2005-2006             | Maccabi Tel-Aviv      | Ligat HaAl            | 4           | 0           | -               | -               | 2                 | 0                 | -                              | -                              | -                              | -      | -      | 6     | 0     |
| 2006-2007             | Maccabi Tel-Aviv      | Ligat HaAl            | 13          | 0           | -               | -               | 6                 | 0                 | -                              | -                              | -                              | -      | -      | 19    | 0     |
| 2007-2008             | Maccabi Tel-Aviv      | Ligat HaAl            | 15          | 0           | -               | -               | 8                 | 0                 | C3                             | 4                              | 0                              | -      | -      | 27    | 0     |
| 2008-2009             | Maccabi Tel-Aviv      | Ligat HaAl            | 23          | 3           | -               | -               | 7                 | 0                 | -                              | -                              | -                              | -      | -      | 30    | 3     |
| 2009-2010             | Maccabi Tel-Aviv      | Ligat HaAl            | 30          | 4           | 2               | 0               | 8                 | 0                 | -                              | -                              | -                              | -      | -      | 40    | 4     |
| 2010-2011             | Maccabi Tel-Aviv      | Ligat HaAl            | 19          | 1           | 1               | 0               | 7                 | 1                 | C3                             | 6                              | 0                              | -      | -      | 33    | 2     |
| 2011-2012             | Maccabi Tel-Aviv      | Ligat HaAl            | 31          | 3           | -               | -               | 3                 | 0                 | C3                             | 10                             | 1                              | -      | -      | 44    | 4     |
| 2012-2013             | Maccabi Tel-Aviv      | Ligat HaAl            | 34          | 2           | 1               | 0               | 4                 | 0                 | -                              | -                              | -                              | 3      | 0      | 42    | 2     |
| 2013-2014             | Maccabi Tel-Aviv      | Ligat HaAl            | 29          | 1           | 1               | 0               | -                 | -                 | C1+C3                          | 4+8                            | 0                              | 7      | 0      | 49    | 1     |
| 2014-2015             | Maccabi Tel-Aviv      | Ligat HaAl            | 33          | 0           | 3               | 0               | 7                 | 0                 | C1+C3                          | 4+2                            | 0                              | 5      | 0      | 54    | 0     |
| Sous-total            | Sous-total            | Sous-total            | 232         | 14          | 8               | 0               | 52                | 1                 | -                              | 38                             | 1                              | 15     | 0      | 345   | 16    |
| 2015-2016             | Vitesse Arnhem        | Eredivisie            | 26          | 1           | 1               | 0               | -                 | -                 | -                              | -                              | -                              | 2      | 0      | 29    | 1     |
| 2016-2017             | Vitesse Arnhem        | Eredivisie            | 10          | 0           | 1               | 0               | -                 | -                 | -                              | -                              | -                              | 1      | 0      | 12    | 0     |
| Sous-total            | Sous-total            | Sous-total            | 36          | 1           | 2               | 0               | -                 | -                 | -                              | -                              | -                              | 3      | 0      | 41    | 1     |
| 2016-2017             | Maccabi Tel-Aviv      | Ligat HaAl            | 16          | 0           | 4               | 0               | -                 | -                 | -                              | -                              | -                              | -      | -      | 20    | 0     |
| 2017-2018             | Maccabi Tel-Aviv      | Ligat HaAl            | 18          | 0           | 1               | 0               | 3                 | 0                 | C3                             | 13                             | 1                              | -      | -      | 35    | 1     |
| Sous-total            | Sous-total            | Sous-total            | 34          | 0           | 5               | 0               | 3                 | 0                 | -                              | 13                             | 1                              | 0      | 0      | 55    | 1     |
| Total sur la carrière | Total sur la carrière | Total sur la carrière | 302         | 15          | 15              | 0               | 55                | 1                 | -                              | 51                             | 2                              | 18     | 0      | 441   | 18    |